# Nina Wołosowicz
Nina Wołosowicz z domu Krukowska (ur. 28 lutego 1931 w Rybołach, zm. w marcu 2019) – polska naukowiec, biochemik, profesor nauk medycznych.

## Życiorys
Córka Mikołaja i Ludmiły Krukowskich. Po wojnie zdała maturę i w 1956 ukończyła biochemię na Uniwersytecie Warszawskim. Po studiach rozpoczęła pracę na Akademii Medycznej w Białymstoku – była związana z Zakładem Biochemii Lekarskiej, Zakładem Laboratoryjnej Diagnostyki Klinicznej oraz Zakładem Diagnostyki Hematologicznej. W 1989 uzyskała tytuł naukowy profesora.